# El Tepeyac, Ayahualulco
El Tepeyac är en ort i Mexiko.   Den ligger i kommunen Ayahualulco och delstaten Veracruz, i den sydöstra delen av landet, 210 km öster om huvudstaden Mexico City. El Tepeyac ligger 2 192 meter över havet och antalet invånare är 443.
Terrängen runt El Tepeyac är kuperad åt nordväst, men åt sydost är den bergig. Runt El Tepeyac är det ganska tätbefolkat, med 65 invånare per kvadratkilometer. Närmaste större samhälle är Xico, 17,8 km nordost om El Tepeyac. I omgivningarna runt El Tepeyac växer i huvudsak blandskog.